# Шипов, Николай Николаевич
Никола́й Никола́евич Ши́пов (1846—1911) — русский генерал от кавалерии из рода Шиповых, наказной атаман Уральского казачьего войска (1885—1893), губернатор Уральской области (1885—1893).

## Биография

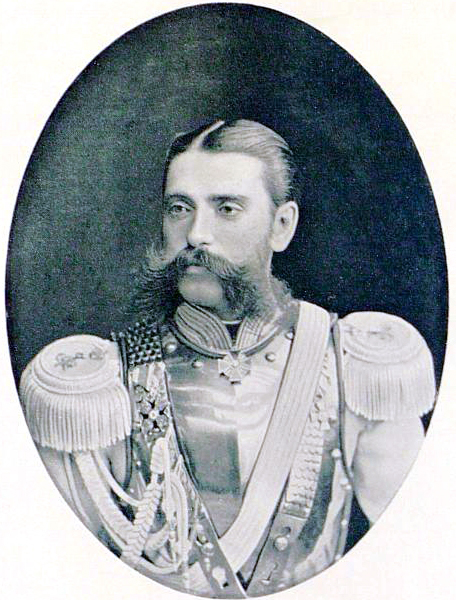
Н. Н. Шипов, командир Кавалергардского полка, 1881—1884

Родился в Санкт-Петербурге в семье Николая Павловича Шипова и Дарьи Алексеевны (1811—1865), дочери А. М. Окулова. Крещен в Исаакиевском соборе при восприемстве императора Николая I и тетки Надежды Павловны Шульц. Брат — Дмитрий (1851—1920) — общественный и политический деятель, выборный член Государственного совета.
Образование получил в Александровском лицее. В 1865 году вступил юнкером в Кавалергардский полк и 29 марта 1866 года был произведён в офицеры. С 1868 года по 1872 год исполнял обязанности полкового адъютанта, затем до 1874 года командовал в полку эскадроном; был награждён орденами Св. Станислава 2-й степени (1872 год) и Св. Анны 2-й степени (1875 год). 14 июня 1878 года пожалован во флигель-адъютанты и назначен командиром 37-го драгунского Военного Ордена полка.
В 1881 году был удостоен ордена Св. Владимира 4-й степени и получил под начало Кавалергардский полк, которым командовал до 1884 года, 15 мая 1883 года произведён в генерал-майоры.
В 1885—1893 годах — наказной атаман Уральского казачьего войска. По инициативе Н. Н. Шипова в 1885 году в пригороде Уральска был открыт образцовый хутор-ферма, который в 1891 году стал базой для открытия Войсковой сельскохозяйственной школы (ныне Селекционная). В 1889 году в городе Уральске открылся театр Ф. И. Макарова, в этом же году началась телефонизация Уральска. В 1890 году Уральская мужская Войсковая классическая гимназия была преобразована в Войсковое реальное училище. Н. Н. Шипов помогал осуществлению работ Н. А. Бородина, который называл его человеком с широкой натурой и доброй душой. На коронации императора Александра III стоял у трона в карауле. 1886 год. По инициативе Шипова Н. Н. была образована Шиповская волость (ныне территория Уилского района, Республики Казахстан). Земли для крестьян были отведены из участка (80 000 десятин) принадлежавшего бывшему Уильскому военному укреплению. Организатор празднования 300-летия служения Уральского войска московскому царю, на которое в качестве августейшего атамана всех казачьих войск приезжал цесаревич Николай Александрович.
1888 год, 6 июля. По ходатайству господина Военного Губернатора Уральской области, Н.Н. Шипова, 6 июля 1888 г. последовало Высочайшее соизволение на устройство в городе Уральске, на базарной площади, столовой для беднейших жителей города и для прибывающего в него рабочего люда, с обращением на это учреждение капиталов, находящихся в распоряжении господина Военного Губернатора.
В 1894 году произведён в генерал-лейтенанты и назначен командующим 1-й гвардейской кавалерийской дивизией, впоследствии был помощником Финляндского генерал-губернатора.
В 1902 году вышел в отставку по болезни, хронический бронхит перешёл в астму. В 1904 году назначен членом Военного совета, через два года произведён в генералы от кавалерии и в 1906 году назначен генерал-адъютантом. С 1 января 1911 — член Государственного совета по назначению. Умер в Петербурге от астмы. После отпевания в присутствии всего двора в церкви Кавалергардского полка был похоронен в Александро-Невской лавре.

### Военные чины
- В службу вступил (19.08.1865)[6]
- Корнет (29.03.1866)
- Поручик (30.08.1867)
- Штабс-ротмистр (30.08.1870)
- Ротмистр (16.04.1872)
- Полковник (31.03.1874)
- Флигель-адъютант (1878)
- Генерал-майор (30.08.1884)
- Генерал-лейтенант (30.08.1894)
- Генерал от кавалерии (06.12.1904)
- Генерал-адъютант (1906)

- Орден Святого Станислава 3 ст. (1870)
- Орден Святого Станислава 2 ст. (1872)
- Орден Святой Анны 2 ст. (1875)
- Орден Святого Владимира 4 ст. (1881)
- Орден Святого Владимира 3 ст. (1887)
- Орден Святого Станислава 1 ст. (1890)
- Орден Святой Анны 1 ст. (1896)
- Орден Святого Владимира 2 ст. (1901)
- Орден Белого Орла (1909)

Иностранные:
- прусский Орден Красного Орла 3 ст. (1873)
- прусский Орден Красного Орла 2 ст. со звездой (1880)
- черногорский Орден Данило I 2 ст. (1886)
- японский Орден Восходящего солнца 3 ст. (1883)
- мекленбург-шверинский Орден Грифона 1 ст. (1895)

## Семья

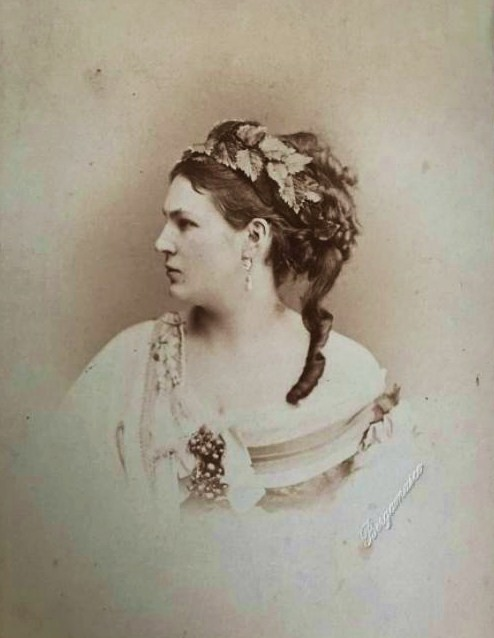
Софья Петровна Ланская

Жена (с 1868 года) — Софья Петровна Ланская (20.04.1846—1918), фрейлина двора (31.03.1868), вторая дочь Натальи Гончаровой от брака с генералом Ланским. Первые годы брака подолгу жила в Москве, в доме на Лубянке. После в основном в Петербурге в доме 35 на Литейном проспекте. По словам современницы, не унаследовав классической красоты матери, имела правильное, но тяжелое, несколько одутловатое лицо. В свете славилась своей царственной внешностью. При этом была милейшая женщина, в Петербурге, как и в деревне, она была уютна, разговорчива и мила. Поэт П. Вяземский посвятил ей несколько лирических стихотворений. В течение своей жизни несколько раз заболевала тяжелыми душевными расстройствами. Скончалась в Петрограде в квартире на Сергиевской улице, похоронена рядом с мужем. В браке имела сына и четыре дочери, которые учились в частном пансионе в Петербурге. Дети:
- Наталья (1870—1945), супруга (с 11 ноября 1896 года) генерал-лейтенанта Е. К. Миллера.
- Дарья (1871—после 1928), фрейлина, супруга камер-юнкера Петра Николаевича Давыдова (1864—1910), страстного игрока и внука партизана. В молодости была очень «lady-like», стройная и очень высокая, на пол головы выше мужа, к которому относилась дружески—спокойно. После его смерти осталась независимой, богатой вдовой. Детей у них не было. Широкая и добрая по натура, она своей прямолинейностью мышления доходила до маниачества, которое с годами развивалось по одной строго определённой линии. Россию она ставила превыше всего, любила Францию и ненавидела Германию. К сорока годам она казалась уже не совсем нормальной. Повсюду ей мерещились германские козни, и даже мелкие личные неудачи она приписывала действию «темных немецких сил». Её ненависть к Германии впоследствии перешла на персону Вильгельма II и отчасти на императрицу Александру Федоровну. Вильгельм подкупал её горничных, которые, по его заданию, доставляли ей всевозможные неприятности: чаще всего рвали новые чулки. Лекарства из аптеки тоже в любой момент могли быть «им» подменены какой-нибудь отравой[7].
- Николай (1873—1958), командовал Кавалергардским Императрицы Марии Фёдоровны полком, входил в ближайшее окружение Николая II.
- Мария (1877—1960), супруга (с 3 июля 1898 года) графа Петра Владимировича Клейнмихеля (1874—1919), была огромного роста, неимоверно толста и обладала колоссальной силой[8].
- Елена (1880—1971), супруга Ф. Н. Безака.

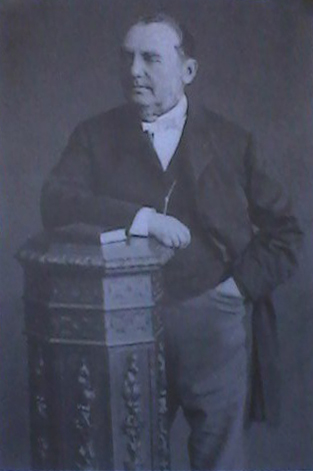
Отец, Николай Павлович
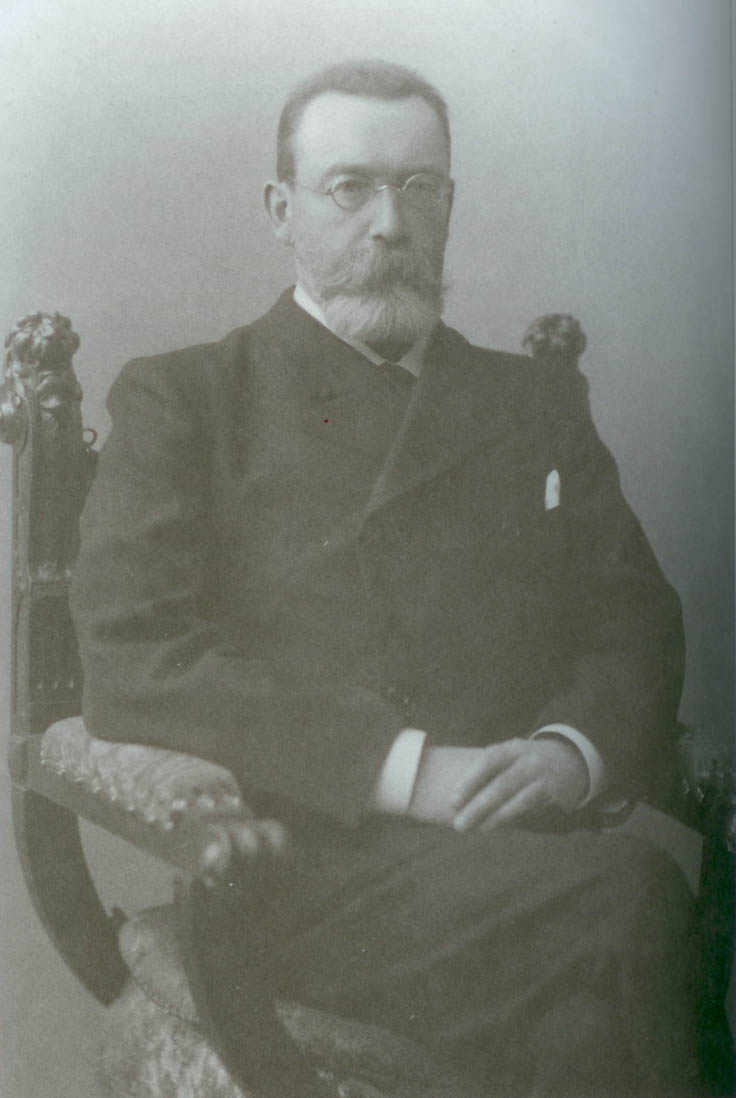
Брат, Дмитрий Николаевич
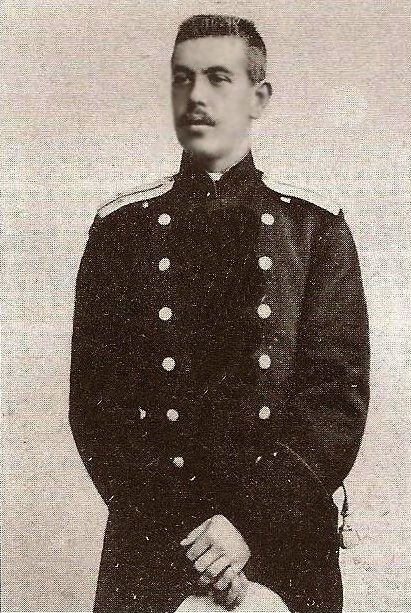
Сын, Николай Николаевич
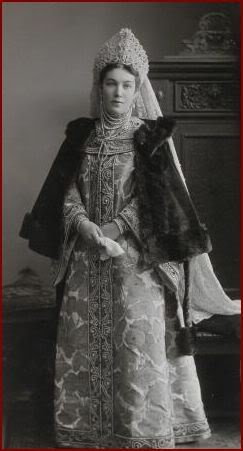
Дочь, Елена Николаевна

## Память
Именем Шипова была названа станция Шипово (пос. Таскала Западно-Казахстанской области) Рязано-Уральской железной дороги.

## Сочинения
- Пребывание его императорского высочества наследника цесаревича Николая Александровича в Уральской области в 1891 году. — Уральск, 1892 Архивная копия от 24 октября 2016 на Wayback Machine